# Collinsonia australis
Collinsonia australis là một loài thực vật có hoa trong họ Hoa môi. Loài này được (C.Y.Wu & H.W.Li) Harley mô tả khoa học đầu tiên năm 2003.